# Тінгатінга
Тінгатінга, Тінга-тінга, Тінга тінга — стиль живопису і наївного мистецтва загалом, який розвинувся у другій половині 20-го століття в районі Ойстер Бей в Дар-ес-Саламі (Танзанія) і пізніше поширився на всю Східну Африку. Названий на честь засновника стилю, танзанійського художника Едварда Саїда Тінгатінга.
Картини в стилі тінгатінга традиційно роблять на мусліні емалевими фарбами, тому мають блискучі і дуже насичені кольори. Самі малюнки можна описати як наївні, так і карикатурні, чи принаймні як такі, що містять елементи гумору та сарказму.
Картини в стилі тінгатінга— одна з найбільш широко представлених форм орієнтованого на туризм мистецтва в Танзанії, Кенії та сусідніх країнах. Вони зазвичай невеликі за розміром (переважно 60х60 см, звідси ще одна назва стилю — «квадратне мистецтво»), тому їх можна легко транспортувати, а зображення відповідають стереотипним уявленням європейців та американців про Африку («велика п'ятірка» та інша дика фауна). У цьому сенсі тінгатінга можна вважати формою «аеропортового мистецтва».

## Галерея

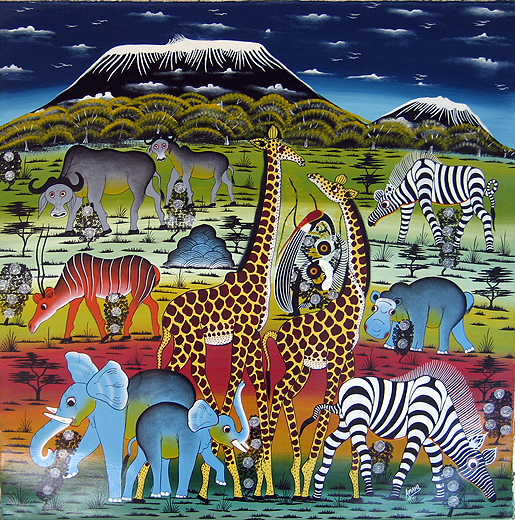
Картина Амані в стилі тінгатінга
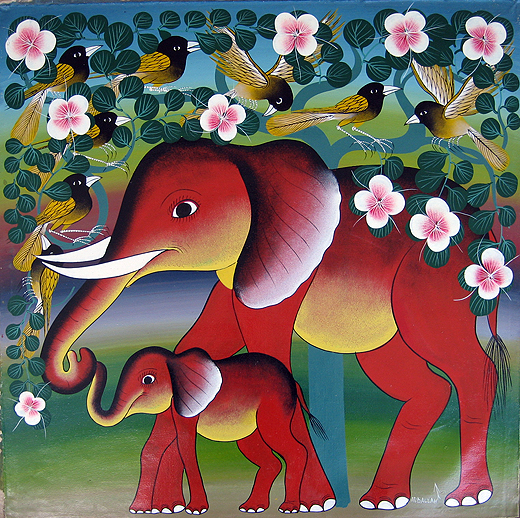
Abdallah
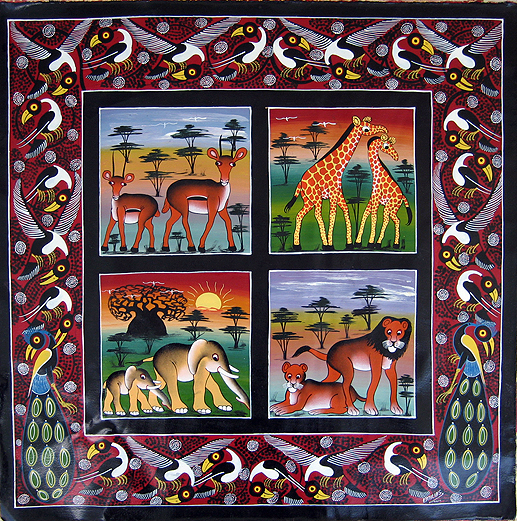
Emilias
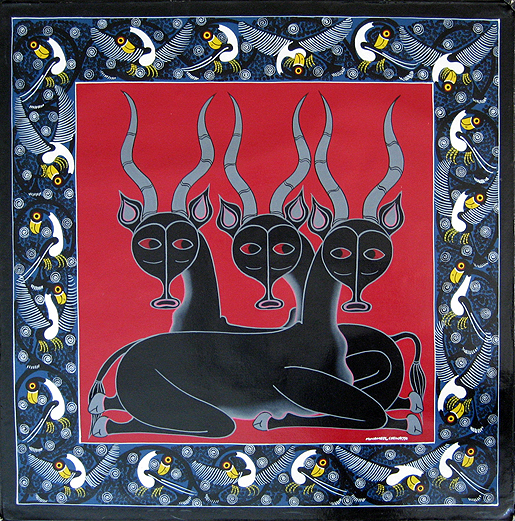
Mwamedi Chiwaya
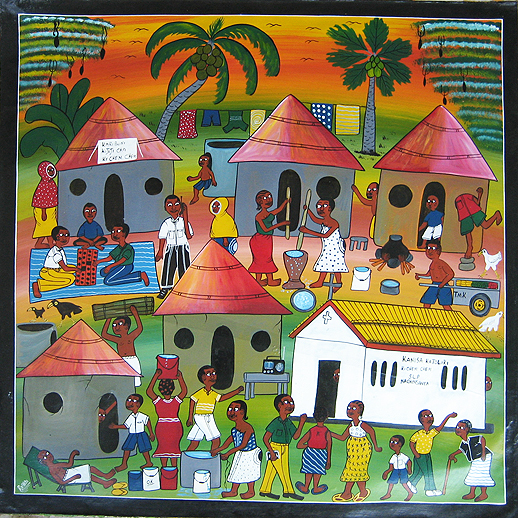
Kichem Chem door Rashidi
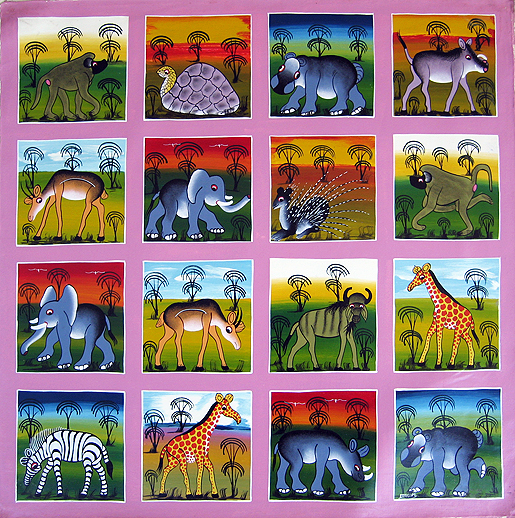
Emilias
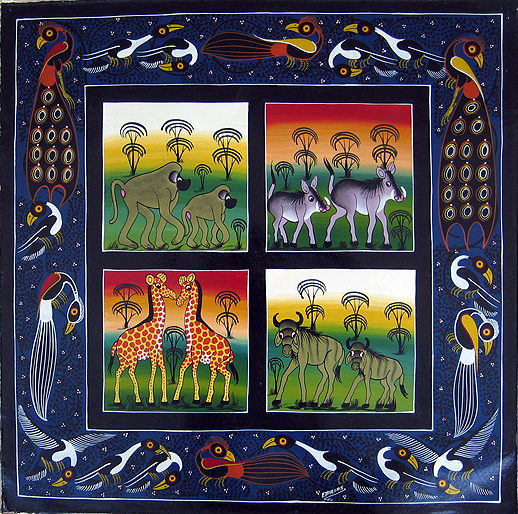
Emilias
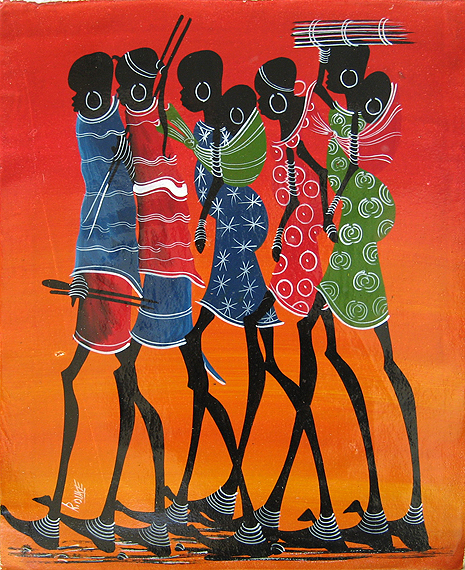
Duke
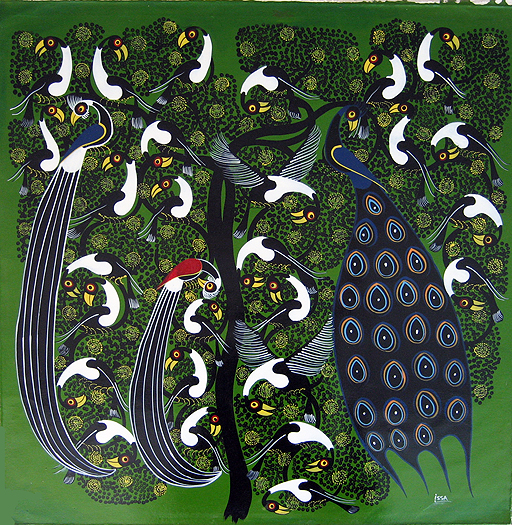
Issa
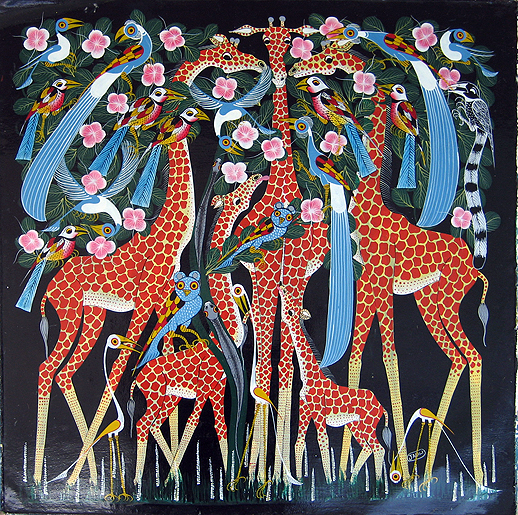
Jabili
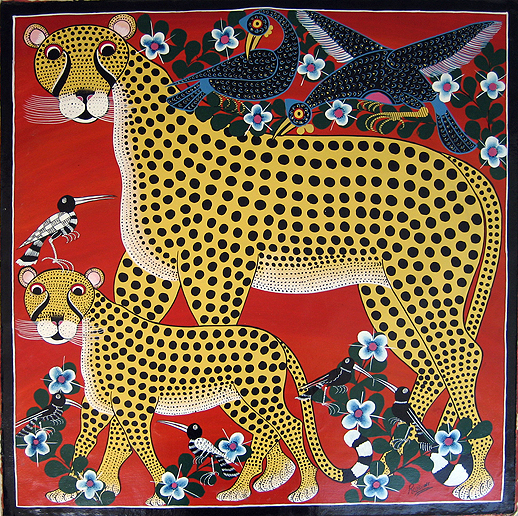
Rubuni
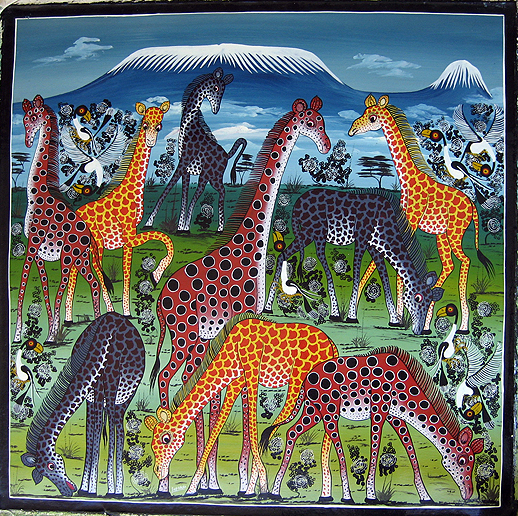
Sufiani
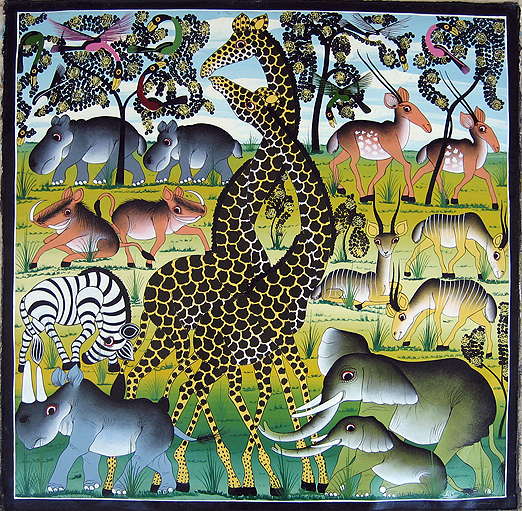
Ally
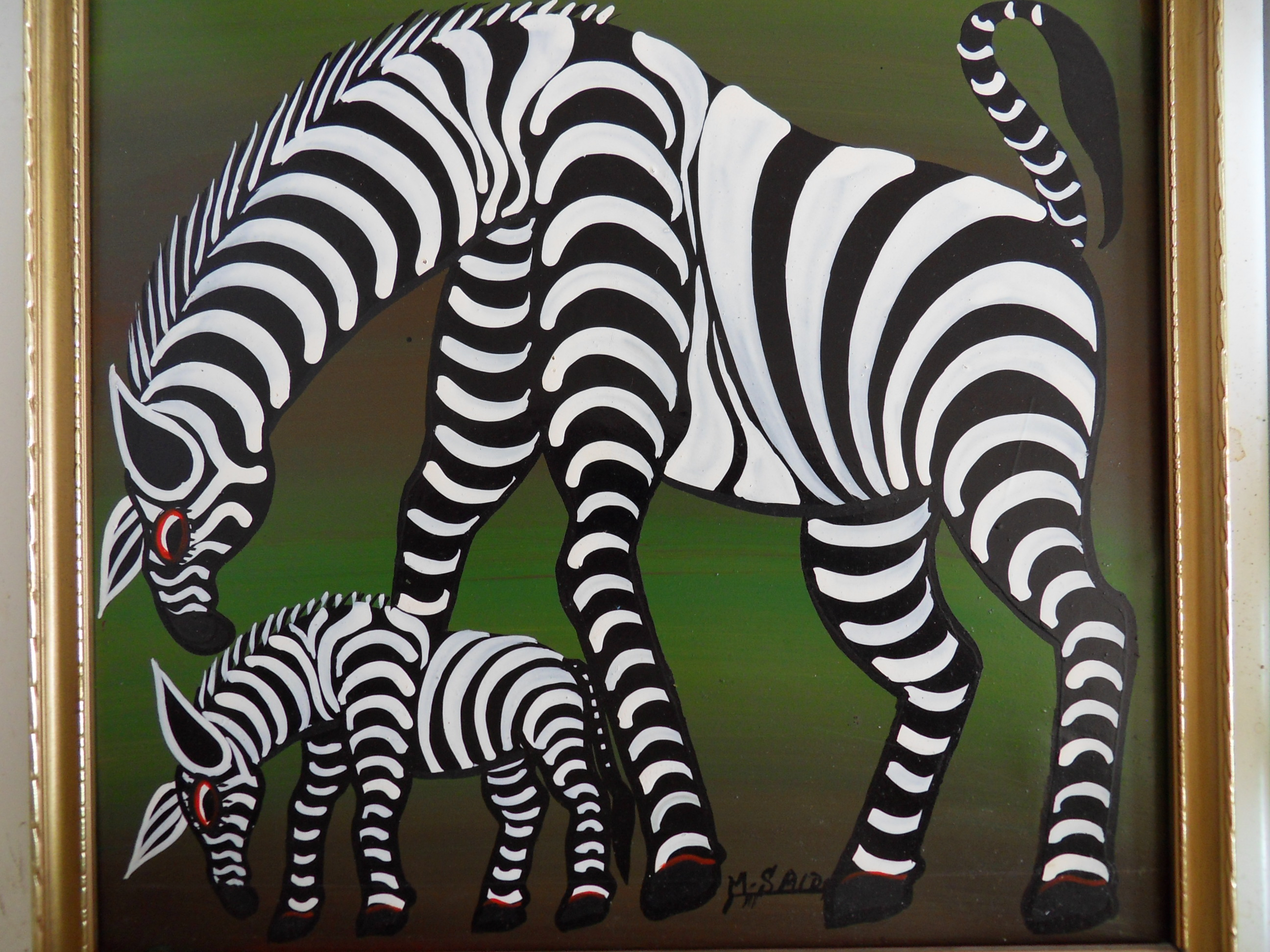
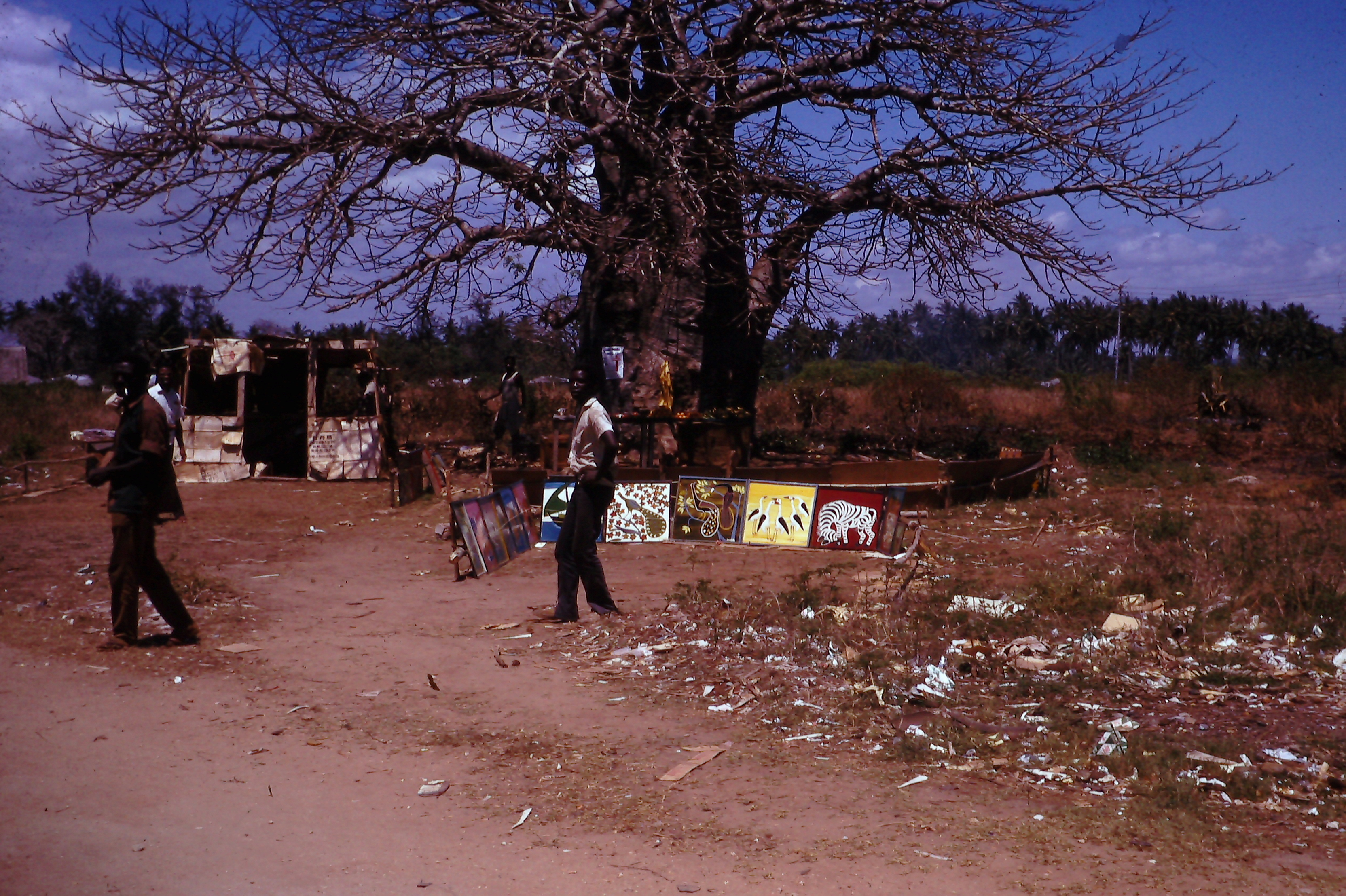
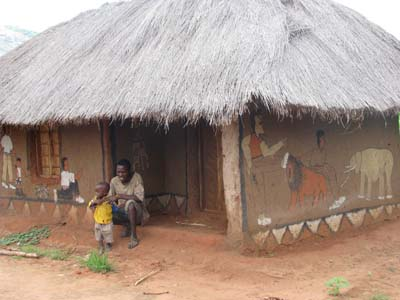
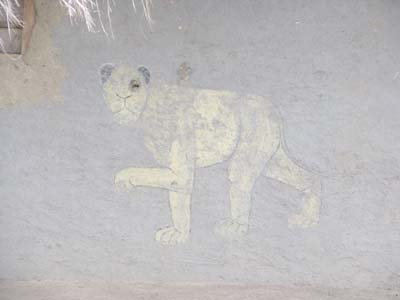
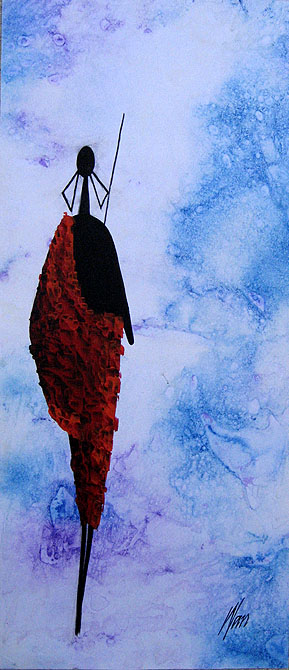